# 別廖夫區

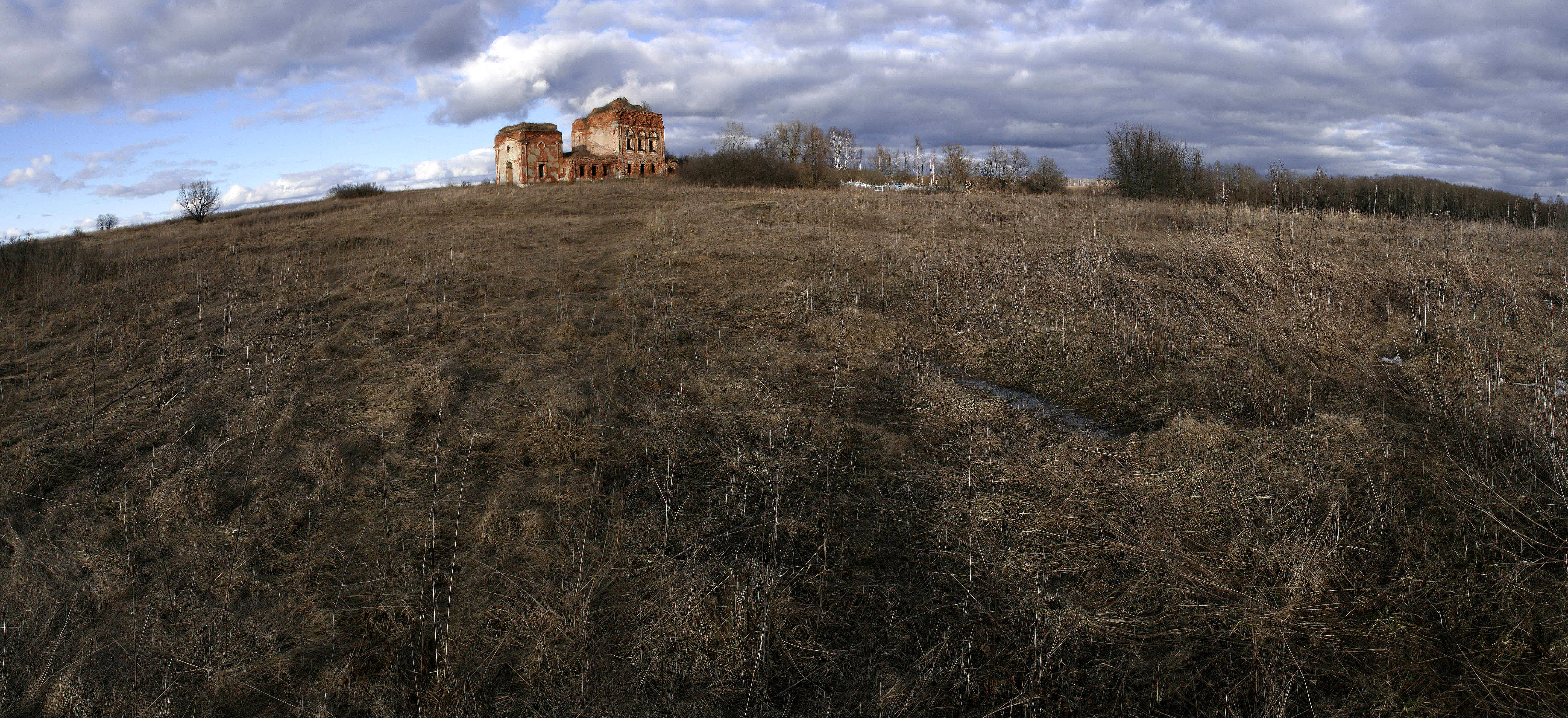

53°48′N 36°08′E / 53.800°N 36.133°E
別廖夫區（俄语：Белёвский район），是俄羅斯的一個區，位於該國西部，由圖拉州負責管轄，面積1,190平方公里，2010年該區人口20,952，人口密度為每平方公里17.61人。